# District de Date
Le district de Date (伊達郡)) est un district de la préfecture de Fukushima au Japon.
En 2008, la population était estimée à 39 633 habitants. La densité est de 190 habitants au km2. La superficie totale est de 208,53 km2.

## Bourgs
- Kawamata
- Koori
- Kunimi